# Camp d'internement de Târgu Jiu
 (janvier 2025).
Si vous disposez d'ouvrages ou d'articles de référence ou si vous connaissez des sites web de qualité traitant du thème abordé ici, merci de compléter l'article en donnant les références utiles à sa vérifiabilité et en les liant à la section « Notes et références ».
Le camp d'internement de Târgu Jiu était un établissement de détention sis à Târgu Jiu, en Roumanie. Il servit tout d'abord de prison ordinaire de 1895 jusqu'en 1939, avant de reprendre une fonction similaire après 1945. Toutefois, il acquit une notoriété particulière en raison de son rôle de centre d'internement pour diverses catégories d'individus durant la Seconde Guerre mondiale.

## Histoire

### Création en tant que prison
La prison fut édifiée entre 1888 et 1895 dans la partie nord-est de la ville. À l'origine, elle était destinée à la détention provisoire et pouvait contenir de 87 à 139 individus, selon l'espace affecté à chaque détenu. Par la suite, elle servit également à l'incarcération de condamnés à des peines d'emprisonnement ne dépassant pas six mois. Les murs, construits en briques, mesuraient entre 70 et 80 centimètres d'épaisseur. L'installation de l'eau courante ne fut réalisée qu'entre 1957 et 1960. En 1939, la prison fut transformée en camp d'internement pour les réfugiés polonais. Plus tard, elle accueillit jusqu'à 414 Juifs, pour la plupart originaires de Bessarabie et suspectés de sympathies communistes. En septembre 1942, tous, à l'exception de sept, furent déportés au camp de concentration de Vapniarka. 

### Utilisation en tant que camp d'internement

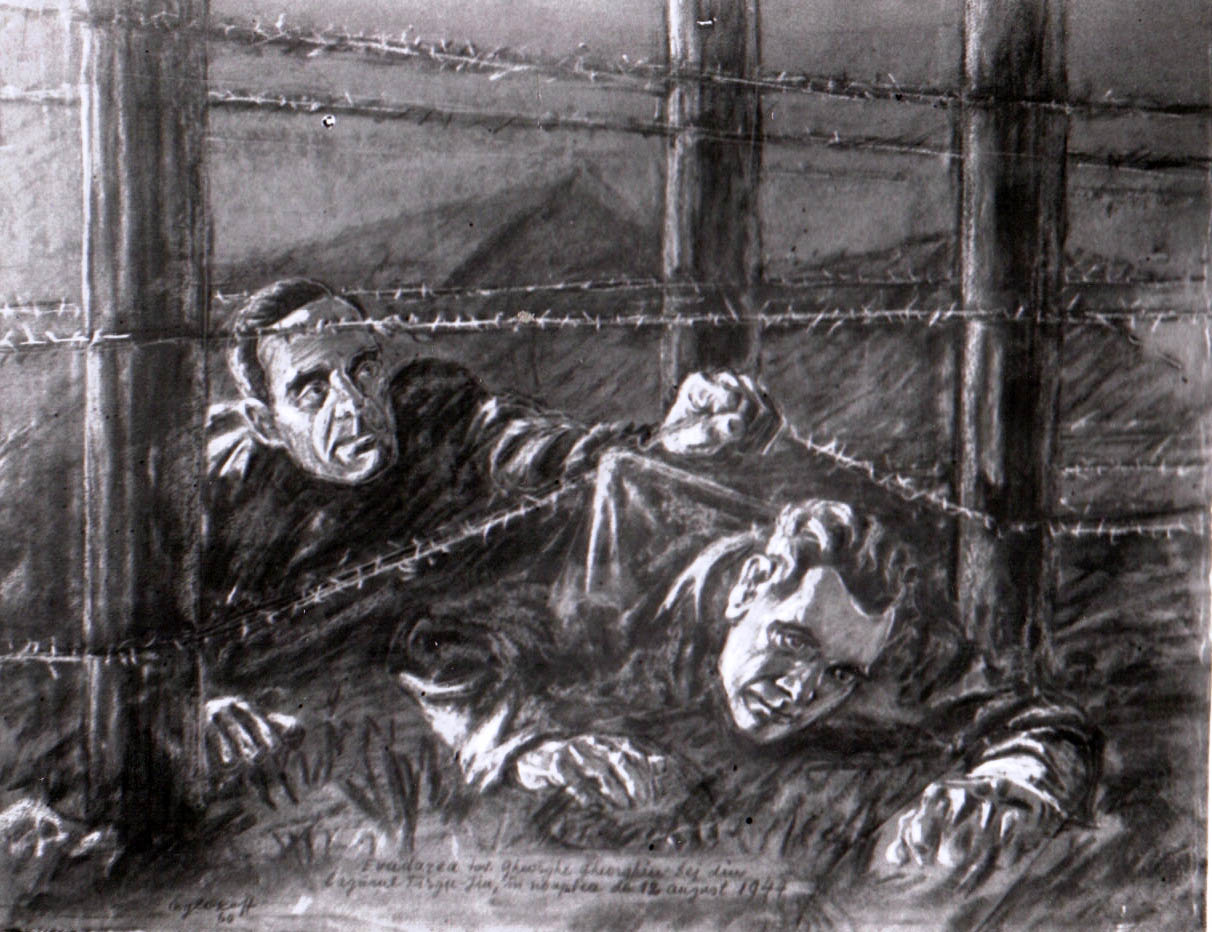
Gheorghe Gheorghiu-Dej (à gauche) s'évadant du camp de Târgu Jiu en août 1944. Dessin de propagande de 1960.

Sous le régime d'Ion Antonescu, les membres du Parti communiste roumain furent internés dans le camp de Târgu Jiu, durant la Seconde Guerre mondiale. Les conditions de vie au sein du camp s'améliorèrent quelque peu après la bataille de Stalingrad, et la majorité des détenus fut affectée à des travaux extérieurs. Le Secours rouge international apporta son soutien en envoyant nourriture et fonds. Parmi les internés durant la période de 1943 à 1944 figuraient des figures notables telles que Gheorghe Gheorghiu-Dej, Chivu Stoica, Mișu Dulgheru, Nicolae Ceaușescu et Lucrețiu Pătrășcanu. Gheorghiu-Dej, arrivé à la fin de juin 1943, souffrit de troubles gastriques qui le conduisirent à être hospitalisé de juillet à octobre. Il parvint à s'évader dans la nuit du 13 au 14 août 1944, grâce à l'aide d'un espion soviétique. Tudor Arghezi, arrêté par la Gestapo en 1943 pour avoir rédigé un pamphlet acerbe contre l’ambassadeur nazi Manfred Freiherr von Killinger, fut également détenu à Târgu Jiu. Après le coup d’État de 1944, le camp, dont la capacité était d'environ 5 200 personnes, fut réaffecté pour l'internement de criminels de guerre présumés et de personnes d'origine allemande. Les conditions de vie y demeurèrent déplorables, et un grand nombre d'internés y trouvèrent la mort. 

### Réutilisation en tant que prison
En décembre 1945, l'établissement carcéral était destiné aux malfaiteurs condamnés à des peines relativement légères. Toutefois, ces derniers furent bientôt rejoints par des détenus politiques, tant des prisonniers de la Securitate, emprisonnés sans jugement, que des condamnés pour sabotage. En 1948, le nombre de ces derniers s'élevait à 111, tandis qu'en 1953, il était réduit à 89, majoritairement des prisonniers politiques. Un certain nombre d'entre eux était astreint à des travaux pénibles d'une durée de neuf heures par jour, tout en recevant des rations misérables. Les chantiers sur lesquels ils œuvraient incluaient la construction du cimetière soviétique, d'un stade et de routes en plein aménagement. Après 1953, l'établissement ne confina plus que des criminels de droit commun. 